# موتی اوسنی
موتی اوسنی (انگلیسی: Mouty Ousseni؛ زادهٔ ۳ آوریل ۱۹۸۶) بازیکن فوتبال اهل فرانسه است.